# Gynoplistia spinicalcar
Gynoplistia spinicalcar là một loài ruồi trong họ Limoniidae. Chúng phân bố ở miền Australasia.